# Вега-де-Вальдетронко
Вега-де-Вальдетронко (ісп. Vega de Valdetronco) — муніципалітет в Іспанії, у складі автономної спільноти Кастилія-і-Леон, у провінції Вальядолід. Населення — 138 осіб (2010).
Муніципалітет розташований на відстані близько 180 км на північний захід від Мадрида, 32 км на захід від Вальядоліда.

## Демографія
Динаміка населення (INE ):